# 530 a.C.
Il 530 a.C. (DXXX a.C. in numeri romani) è un anno  del VI secolo a.C.

## Eventi
- Il filosofo greco Pitagora si trasferisce in Magna Grecia, fondando una scuola a Crotone.
- Secondo la tradizione, questo è l'anno in cui Siddharta Gautama, trentacinquenne, consegue l'Illuminazione a Bodh Gaya, divenendo così un buddha.

## Morti
- Ciro II di Persia, sovrano (n. 590 a.C.)